# 趙國璧
趙國璧（1542年—？），字子完，號全石，直隸大名府開州東明縣人，民籍，明朝政治人物。

## 生平
隆慶四年（1570年）庚午科順天府鄉試第四十六名舉人，隆慶五年（1571年）聯捷辛未科會試第二百十七名，二甲第三十一名進士。通政司觀政，授南京户部主事，榷税淮揚。萬曆三年（1575年）改刑部，调吏部，养病。八年复除本部，歷官吏部稽勳司郎中，萬曆十年（1582年）二月升河南右參政，九月以病乞休回籍。

## 家族
曾祖趙貴；祖父趙鑑；父趙來鳳（1506年-1560年），字廷儀，號梧岡，母歐氏（1506年-1563年）。永感下。兄趙國珠。弟趙國璽。